# Degmaptera
Degmaptera este un gen de molii din familia Sphingidae. 

## Specii
- Degmaptera cadioui - Brechlin & Kitching, 2009
- Degmaptera mirabilis - (Rothschild, 1894)
- Degmaptera olivacea - (Rothschild, 1894)